# Kroatische Fußballnationalmannschaft (U-21-Männer)
Die kroatische U-21-Fußballnationalmannschaft ist eine Auswahlmannschaft kroatischer Fußballspieler.
Sie unterliegt dem Hrvatski nogometni savez (HNS) und repräsentiert ihn international auf der U-21-Ebene, in Freundschaftsspielen gegen die Auswahlmannschaften anderer nationaler Verbände, aber auch bei den Europameisterschaften des Kontinentalverbandes UEFA und den Fußball-Weltmeisterschaften der FIFA.
Spielberechtigt sind Spieler, die ihr 21. Lebensjahr noch nicht vollendet haben und die kroatische Staatsangehörigkeit besitzen. Bei Turnieren ist das Alter beim ersten Qualifikationsspiel bzw. am 1. Januar des in den Turnierregeln genannten Jahres maßgeblich.

## Geschichte
Nach der Anerkennung des kroatischen Fußballverbands (HNS) von der UEFA im Juni 1993 nahm Kroatien 1994 erstmals an einer Qualifikation für ein U-21-Turnier teil. Das Team landete auf dem 4. Platz in einer Gruppe mit der Ukraine, Italien, Estland, Slowenien und Litauen und qualifizierte sich folglich nicht für die EM 1996.
Auch für die EM 1998 konnten sie sich zwar nicht qualifizieren, jedoch gelang dem Team zwei Jahre später die Qualifikation für die EM 2000. In einer Gruppe mit den Niederlanden, mit Spanien und Tschechien landete Kroatien auf einem enttäuschenden 4. Platz. 2004 gelang dem Team die bislang letzte Qualifikation für eine EM. Auch hier landete man auf dem 4. Platz.

## Teilnahme Bei U-21-Europameisterschaften
| 1996 in Spanien                | nicht qualifiziert |
| 1998 in Rumänien               | nicht qualifiziert |
| 2000 in der Slowakei           | Gruppenphase       |
| 2002 in der Schweiz            | nicht qualifiziert |
| 2004 in Deutschland            | Gruppenphase       |
| 2006 in Portugal               | nicht qualifiziert |
| 2007 in den Niederlanden       | nicht qualifiziert |
| 2009 in Schweden               | nicht qualifiziert |
| 2011 in Dänemark               | nicht qualifiziert |
| 2013 in Israel                 | nicht qualifiziert |
| 2015 in Tschechien             | nicht qualifiziert |
| 2017 in Polen                  | nicht qualifiziert |
| 2019 in Italien und San Marino | Gruppenphase       |
| 2021 in Slowenien und Ungarn   | Viertelfinale      |
| 2023 in Rumänien und Georgien  | Gruppenphase       |

## Ehemalige bekannte Spieler (Auswahl)
- Ivica Olić
- Darijo Srna
- Eduardo da Silva
- Niko Kranjčar
- Luka Modrić
- Vedran Ćorluka
- Mario Mandžukić
- Ivan Rakitić
- Ivan Perišić
- Dejan Lovren

## Kroatiens U-21-Trainer
| Name des Trainers | Zeitraum  |
| ----------------- | --------- |
| Unbekannt         | 1993–2000 |
| Mirko Jozić       | 1999–2000 |
| Martin Novoselac  | 2000–2004 |
| Slaven Bilić      | 2004–2006 |
| Dražen Ladić      | 2006–2011 |
| Ivo Šušak         | 2011–2013 |
| Niko Kovač        | 2013      |
| Nenad Gračan      | 2013–2019 |
| Igor Bišćan       | 2019–2023 |
| Dragan Skočić     | 2023–2024 |
| Ivica Olić        | 2024–     |